# Gordionus bilinareolatus
Gordionus bilinareolatus är en tagelmaskart som beskrevs av Heinze 1937. Gordionus bilinareolatus ingår i släktet Gordionus och familjen Chordodidae. Inga underarter finns listade i Catalogue of Life.